# Yamamura Hiroto
Hiroto Yamamura (sinh ngày 12 tháng 7 năm 1974) là một cầu thủ bóng đá người Nhật Bản.

## Sự nghiệp câu lạc bộ
Hiroto Yamamura đã từng chơi cho Gamba Osaka.

## Thống kê câu lạc bộ

### J.League
| Đội         | Năm       | J.League | J.League | J.League Cup | J.League Cup | Tổng cộng | Tổng cộng |
| Đội         | Năm       | Trận     | Bàn      | Trận         | Bàn          | Trận      | Bàn       |
| ----------- | --------- | -------- | -------- | ------------ | ------------ | --------- | --------- |
| Gamba Osaka | 1993      | 0        | 0        | 0            | 0            | 0         | 0         |
| Gamba Osaka | 1994      | 8        | 2        | 0            | 0            | 8         | 2         |
| Gamba Osaka | 1995      | 10       | 1        | -            | -            | 10        | 1         |
| Gamba Osaka | 1996      | 0        | 0        | 0            | 0            | 0         | 0         |
| Tổng cộng   | Tổng cộng | 18       | 3        | 0            | 0            | 18        | 3         |